# (36195) 1999 TG90
1999 TG90 (asteroide 36195) é um asteroide da cintura principal. Possui uma excentricidade de 0.19358630 e uma inclinação de 2.64181º.
Este asteroide foi descoberto no dia 2 de outubro de 1999 por LINEAR em Socorro.